# Friedrich zu Ysenburg und Büdingen-Meerholz
Friedrich Casimir Erbgraf zu Ysenburg und Büdingen in Meerholz (* 10. August 1847 in Meerholz; † 9. März 1889 ebenda) war Standesherr und dadurch Mitglied der Ersten Kammer der Landstände des Großherzogtums Hessen (1872–1878).

## Leben

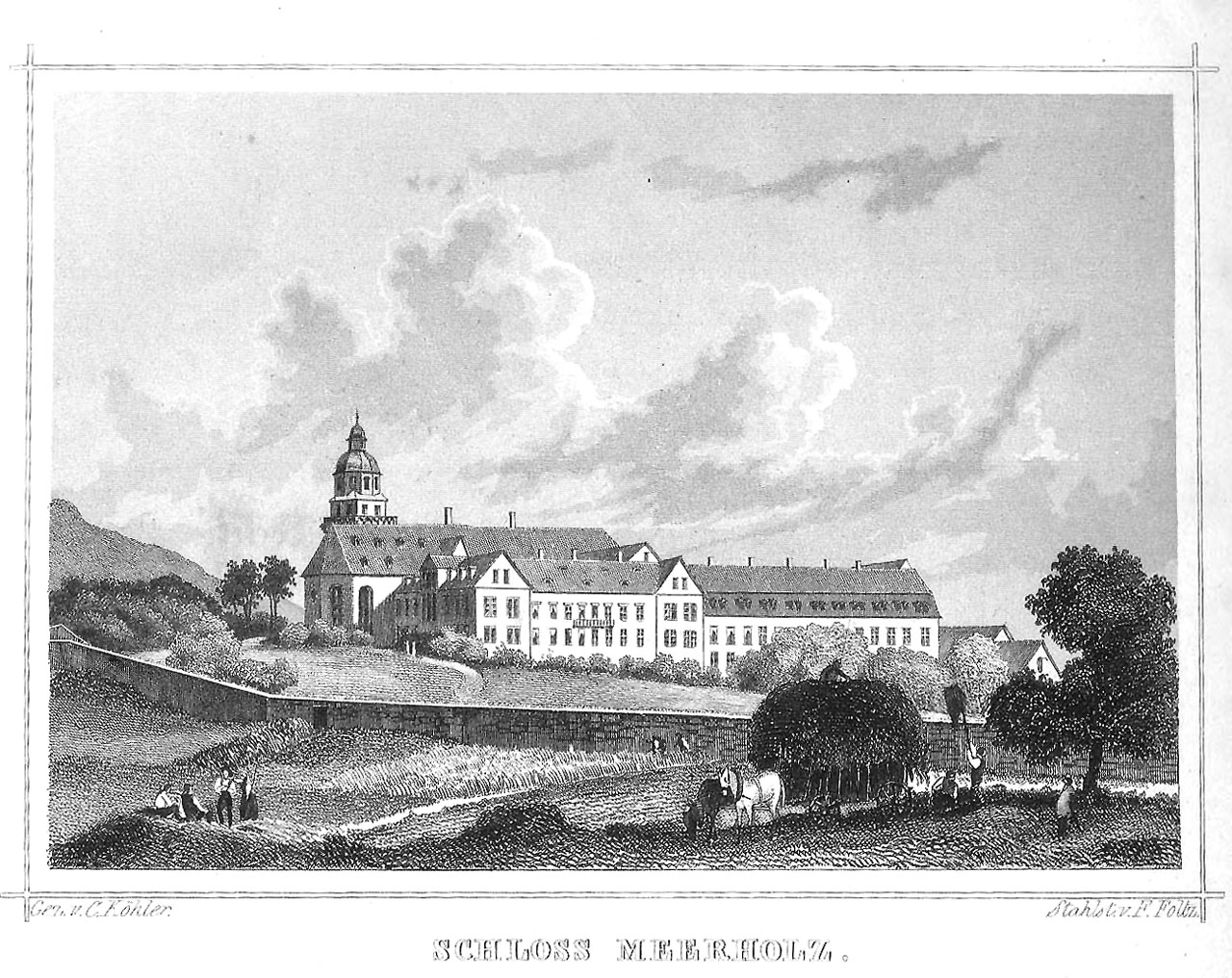
Palace Meerholz (1850) in Gelnhausen

Friedrich zu Ysenburg und Büdingen in Meerholz wurde geboren als Sohn des Grafen Carl zu Ysenburg und Büdingen in Meerholz (1819–1900) und dessen erster Ehefrau Johanne Tochter des Grafen zu Castell-Castell (1822–1863). Sein jüngerer Bruder Gustav (1863–1929) folgte ihm als Standesherr. Nach dem Besuch des Gymnasiums in Gütersloh studierte er an der Rheinischen Friedrich-Wilhelms-Universität Bonn Rechtswissenschaften. 
1868 wurde er Mitglied des Corps Borussia Bonn. Er gehörte der Ersten Kammer der Landstände des Großherzogtums Hessen (1872–1878) als Schriftführer an; er führte seinen bisherigen Titel weiter, den großherzoglichen Behörden war die Anrede „Euer Erlaucht“ vorgeschrieben. Am Deutsch-Französischen-Krieg nahm er beim Sanitätskorps teil.
Erbgraf Friedrich heiratete 1875 in Greiz Marie Prinzessin Reuß älterer Linie (1855–1909), eine Tochter des Fürsten Heinrich XX. Reuß zu Greiz. Die Ehe blieb kinderlos.